# Luigi Succi e Maria Pini
Luigi Pasquale Succi (Pavullo nel Frignano, 17 maggio 1882 – Pavullo nel Frignano, 5 dicembre 1945) e 
Maria Nemesia Erminia Pini (Pavullo nel Frignano, 27 settembre 1890 – Pavullo nel Frignano, 1º ottobre 1974) sono stati due coniugi italiani che, durante la seconda guerra mondiale, salvarono la famiglia Neppi dai rastrellamenti degli ebrei durante le persecuzioni operate dai nazisti.
Nel 2013 fu conferita ai coniugi la Medaglia di Giusto tra le nazioni per l'aiuto concesso alla famiglia Neppi, unitamente ad altre famiglie del posto, a nascondersi dalle persecuzioni degli ebrei durante la Shoah.

## I fatti
Luigi Succi nacque il 17 maggio 1882 a Verica, frazione di Pavullo nel Frignano, da Domenico Succi e Maria Pini di Luigi. Il 13 giugno 1912 contrasse matrimonio nel comune di Pavullo con Maria Pini, nata il 27 settembre 1890 a Castagneto, frazione di Pavullo nel Frignano, da Delfino Pini fu Luigi e Maddalena Cortesi di Felice.
I fratelli ebrei Neppi, Giulio e Adolfo, vivevano a Bologna con le loro rispettive famiglie. Giulio era sposato con Alberta e aveva un figlio di nome Bruno (nato nel 1910); Adolfo era sposato con Maria e aveva un figlio, Guido (nato nel 1910). Mentre gli ebrei italiani erano già soggetti a varie restrizioni ai sensi delle leggi razziali emanate nel 1938, la situazione peggiorò nel settembre 1943: l'Italia firmò l'accordo di armistizio con gli alleati e fu immediatamente occupata dalla Germania. Presto iniziarono gli arresti di ebrei ed era chiaro ai fratelli Neppi che avevano bisogno di trovare un nascondiglio per se stessi e le loro famiglie.
Fu attraverso Maria Monticelli - la conoscenza di Maria Neppi - che venne stabilito un contatto con la famiglia Casolari. Cristina Casolari, amica di Maria Monticelli, viveva con la sua famiglia nel villaggio di Verica sull'Appennino, nella regione dell'Emilia-Romagna. Nell'autunno del 1943, Adolfo, Maria e Guido Neppi arrivarono a Verica e andarono a vivere con Cristina e Maria Casolari nella casa di loro fratello, Giovanni, e sua moglie Denilia. Dopo il loro arrivo a Verica, il 23enne Guido Neppi era ancora preoccupato per suo cugino Bruno, sua zia e suo zio. Guido si rivolse al sacerdote locale, Don Montanari, che lo indirizzò a una famiglia locale, Luigi e Maria Succi; i Succi accettarono di accogliere Bruno Neppi e i suoi genitori, e presto i tre arrivarono da Bologna per stare con i Succi a Verica.
Le vite dei Neppi che vivevano con i Casolari furono ulteriormente complicate quando i tedeschi stabilirono il loro quartier generale nella casa di fronte alla casa dei Casolari. I Neppi si separarono immediatamente e abitarono nella casa di Maria Romani e in un'altra casa di Francesca Serafini (anch'essa parente dei Casolari). Cristina Casolari ha fatto il giro tra le case sulla sua bicicletta, tenendosi in contatto con gli ebrei nascosti e portando cibo e altri beni di base. Con l'aiuto di così tante persone, i Neppi riuscirono a sopravvivere a Verica fino alla liberazione. Sebbene la loro presenza non sia passata inosservata dalle autorità e siano state portate in discussione in più di un'occasione, sono riuscite a nascondere la loro identità ebraica. La pena per la loro scoperta sarebbe stata la pena capitale per il capofamiglia e la deportazione per il resto dei famigliari. I Neppi rimasero grati per gli atti coraggiosi della famiglia Succi, i Casolari, Maria Romani e Francesca Serafini, e la storia della loro sopravvivenza fu raccontata e raccontata all'interno della famiglia. Anni dopo, Enzo Neppi, figlio di Bruno e nipote di Giulio e Alberto, si rivolse a Yad Vashem per raccontare la loro storia e far riconoscere i soccorritori della sua famiglia per i loro atti altruistici e coraggiosi. Il 20 ottobre 2013, Yad Vashem ha riconosciuto Luigi e Maria Succi, Giovanni e Denilia Casolari, Cristina Casolari e sua sorella Maria, Maria Romani e Francesca Serafini come Giusti tra le Nazioni. I coniugi Succi sono sepolti nel cimitero di Verica.